# Марги (народ)
Марги (марраги, мирки) народ в Нигерии населяющие верховья реки Едсерам, юг штата Борно и север штата Гонгола. Численность 60 тыс. человек.
Подразделяются на равнинных, горных и западных. Родственны бура, килба, чиббак (кэбак). Часть марги испытала сильное влияние канури.

## История
В XIV веке под давлением Борну марги переселились с севера в места нынешнего обитания. В XIX веке марги в основном были данниками Борну и фульбского эмирата Адамава.

## Занятия
Занимаются ручным земледелием (просо, арахис), разведением крупного рогатого скота, сбором мёда. Ремёсла — кузнечное и гончарное.

## Культура

### Религия
Большая часть народа марги поклоняется небесным и хтоническим духам, духу воды Гути, но среди них также есть мусульмане-сунниты.

### Язык
Говорят на языке биу-мандарской (центральной) группы афразийской семьи.

### Быт
Жилища представляют собой глинобитные дома с коническими крышами, сделанными из травы. Одеждой являются кожаные набедренные повязки (Щагин 2006: 47). Пищей в основном являются молочные и растительные каши и похлёбки с острыми приправами из овощей.

### Общество
Основным институтом общества является большесемейная община. Брак — патрилокальный.